# Gustav von Wartensleben
Gustav Ludwig comte de Wartensleben, né le 20 avril 1796 à Carow et mort le 29 janvier 1886 dans la même ville, est un lieutenant général prussien, chambellan, chevalier légal de l'ordre de Saint-Jean et fidéicommissaire au manoir de Karow (de) (alors Carow).

## Biographie

### Origine
Il est issu de la noble famille magdebourgeoise des Wartensleben, élevée au rang de comte en 1703. Ses parents sont Ludwig comte von Wartensleben (1767-1833) et sa première épouse Henriette, née Mörs (1777-1805).

### Carrière
Wartensleben étudie à l'académie de chevalerie de Brandebourg-sur-la-Havel de 1806 à août 1809 en tant qu'élève 835, puis au lycée de Friedrichswerder de Berlin.
En 1813, il rejoint le bataillon de chasseurs à pied de la Garde (de) de l'armée prussienne en tant que chasseur volontaire, où il devient cadet portepee puis sous-lieutenant la même année. Il participe aux guerres napoléoniennes, notamment aux batailles de Lützen, Dresde, Arcis-sur-Aube, Brienne et Paris, ainsi qu'aux escarmouches de Graupen et Nollendorf. Pour Lützen, il reçoit l'ordre de Saint-Georges de 5e classe, pour Paris la croix de fer de 2e classe et l'ordre de Saint-Vladimir de 4e classe. En 1820, Wartensleben est adjudant à la 2e division de la Garde, promu Premierleutnant en 1821 et adjudant à la 1re brigade d'infanterie de la Garde et en 1826 dans la même position avec la 1re division de la Garde. Il y est agrégé comme capitaine en 1830. Il est accepté comme chevalier de l'ordre de Saint-Jean en 1834. La même année, il prend sa retraite en tant que major avec l'uniforme du bataillon de chasseurs à pied de la Garde.
Wartensleben devient chambellan en 1844. Il reçoit le titre de lieutenant-colonel en 1865, de major général en 1879 et enfin de lieutenant général en 1887. Le comte Wartensleben-Carow est longtemps actif dans l'ordre de Saint-Jean, chevalier en droit en 1854 et membre de la convention de la coopérative provinciale de Saxe.  Il est mort comme l'un des derniers héros des guerres napoléoniennes.

### Famille
En 1825, il se marie avec Elisabeth von Goldbeck und Reinhart (1803-1869) à Berlin. Elle est la fille du directeur de la chevalerie Karl Friedrich von Goldbeck et de sa femme Alexandrine von Schrötter.
De ce mariage naissent cinq enfants :
- Hermann Ludwig (1826–1921) marié avec Agnès von Podbielski
- Alexander Hermann (1828–1870) marié avec Editha von Goldacker (de)
- Gustave Herman Alexandre (1830-1921), marié avec :
  - Amalia Clara Julie Bertha comtesse von der Schulenburg
  - Mathilde Johanna Dorothea von Mutius

- Ludwig (de) (1831–1926) marié avec Mathilde comtesse von Blumenthal
- Frederick Herman Alexandre (1833–1923), marié avec :
  - Veronica von Ploetz
  - Marie Friederike baronne Schimmelpennick von der Oye (de)
- Mathilde Caroline Alexandrine (1835–1918) marié avec Konrad Ernst Maximilian comte Finck von Finckenstein (1820–1884), parents du général Bernhard Finck von Finckenstein